# Charles Marcon
Charles Sholto Wyndham Marcon (Headington, Oxfordshire, 31 de març de 1890 - Tenterden, Kent, 17 de novembre de 1959) va ser un clergue de l'Església d'Anglaterra i jugador d'hoquei sobre herba anglès que va competir a començaments del segle xx.
Únic fill de Charles Abdy Marcon, Marcon estudià al Lancing College i a l'Oriel College, de la Universitat d'Oxford. El 14 de setembre de 1914, pocs dies després de l'inici de la Primera Guerra Mundial, va ser comissionat com a sotstinent de l'Oxfordshire and Buckinghamshire Light Infantry. Després de la guerra va exercir de mestre a Cranleigh. Va ser capellà de la Royal Air Force de 1943 a 1945, amb el rang de Cap d'Esquadró i va acabar la seva carrera com a vicari de Tenterden, Kent, on va morir el 17 de novembre de 1959.
A Lancing Marcon va jugar al criquet el 1907 i 1908. Entre 1910 i 1913 va jugar a hoquei sobre herba amb l'equip de la Universitat d'Oxford. El 1920 va prendre part en els Jocs Olímpics d'Anvers, on va guanyar la medalla d'or com a membre de l'equip britànic en la competició d'hoquei sobre herba.